# Scott Hammond
Scott Hammond (Bristol, 4 giugno 1973) è un batterista e percussionista inglese.
Suona nella band solista di Ian Anderson dal 2010 ma ha collaborato anche con i Jethro Tull; è stato descritto come "un batterista Jazz con influenze Rock".

## Biografia
Nato a Bristol in Inghilterra, iniziò gli studi di batteria a 14 anni e, successivamente, studiò al "The City of Leeds College of Music" per tre anni.
Nel 2012 ha partecipato alla realizzazione dell'album di Ian Anderson Thick as a Brick 2, sequel dello storico album dei Jethro Tull Thick as a Brick (1972) e nel 2014 è nuovamente presente nel sesto disco solista di Anderson Homo Erraticus.
In un'intervista Hammond disse:"Non mi descriverei come un batterista principalmente prog rock anche se è ovviamente parte di quello che faccio. Le mie radici rock sono basate su band come Deep Purple, anche se ho sempre amato l'ascolto di Minstrel in the Gallery dei Jethro Tull quando ero un adolescente."

## Carriera personale
I principali generi nei quali Hammond si è cimentato sono il jazz e il funk. Gli artisti con cui ha collaborato includono Ruth Hammond, Bruce Dickinson, Greg Lake, Justin Hayward, Tina May, Gilbert O'Sullivan, Herb Geller, Bobby Wellins, Pee Wee Ellis, Phil King e Limahl.

## Vita privata
Hammond vive a Bristol in Inghilterra con la moglie Ruth Hammond (anch'essa musicista) e i loro due figli.

## Discografia
| Anno | Artista               | Titolo                             | Tipo Album | Etichetta                 | Posizione in classifica | Posizione in classifica | Posizione in classifica |
| Anno | Artista               | Titolo                             | Tipo Album | Etichetta                 | US                      | UK                      | Germany                 |
| ---- | --------------------- | ---------------------------------- | ---------- | ------------------------- | ----------------------- | ----------------------- | ----------------------- |
| 2002 | Denny Ilett           | Calling The Children Home          | Studio     | Nugene                    |                         |                         |                         |
| 2002 | Ruth Hammond          | All The Good Things                | Studio     | Tenterhook Records        |                         |                         |                         |
| 2006 | Gary Bamford          | JADJ                               | Studio     | Kintu Records             |                         |                         |                         |
| 2006 | The Forster King Band | Keep The Music Playing             | Studio     | Unsigned                  |                         |                         |                         |
| 2007 | Ilya                  | Somerset                           | Studio     | CDBY                      |                         |                         |                         |
| 2008 | Azhar Saffar          | Out There                          | Studio     | 33 Jazz                   |                         |                         |                         |
| 2009 | Phil King             | They Come And They Go              | Studio     | Ragtag Records            |                         |                         |                         |
| 2009 | The Edge              | We All Fall Down                   | Studio     | mtheart                   |                         |                         |                         |
| 2010 | The Edge              | Dark Scrawls                       | Studio     | mtheart                   |                         |                         |                         |
| 2011 | Colman Brothers       | Another Brother                    | Singolo    | Wah Wah 45s               |                         |                         |                         |
| 2011 | Colman Brothers       | Colman Brothers                    | Studio     | Wah Wah 45s               |                         |                         |                         |
| 2012 | Ian Anderson          | Thick as a Brick 2                 | Studio     | Chrysalis/EMI Records     | 55                      | 35                      | 13                      |
| 2013 | The Edge              | Within This World Within My Mind   | Studio     | Safe House                |                         |                         |                         |
| 2014 | Ian Anderson          | Homo Erraticus                     | Studio     | Calliandra Records-Kscope |                         |                         |                         |
| 2014 | Ian Anderson          | Thick as a Brick - Live in Iceland | Live       | Eagle Records             |                         |                         |                         |
| 2022 | Jethro Tull           | The Zealot Gene                    | Studio     | Inside Out Music          |                         |                         |                         |
| 2023 | Jethro Tull           | RökFlöte                           | Studio     | Inside Out Music          |                         |                         |                         |
| 2025 | Jethro Tull           | Curious Ruminant                   | Studio     | Inside Out Music          |                         |                         |                         |